# Партизанський (мис)
44°49′8″ пн. ш. 34°47′24″ сх. д. / 44.81889° пн. ш. 34.79000° сх. д.
Партизанський (крим. Partızanskıy) — слабовиражений мис у східній частині Південного берега Криму. Розташований у Капсихорській бухті на схід від Агірського (Баштового) та Генуезького мисів і на захід від мису Ай-Фока біля села Морське.

## Опис
З Партизанського мису в бік Судака видно миси Ай-Фока, Чікенин, Меганом; у бік Алушти — заказник Аунлар, Агірський мис (Баштовий) та голове пасмо Кримських гір, що завершується Аю-Дагом. Від Капсихорської долини мис відокремлений регіональною автодорогою Р 29 Алушта — Феодосія та урочищем Аунлар. У природному відношенні мис належить до східної частини Кримського Субсередземномор'я, розташований на південному макросхилі Головної гряди Кримських гір і відноситься до зсувного узбережжя.
Назву отримав на згадку про висадку морських десантів А. В. Мокроусова 17 серпня 1920 року та І. Д. Папаніна 10 листопада 1920 року з підкріпленнями для Кримської повстанської армії.

## Геологічні особливості
У геологічній будові узбережжя, що включає Партизанський мис, бере участь комплекс автохтонних порід таврійського (T3-J1) та середньоюрського (J2) флішу, що оголилися в ході альпійських горотворчих рухів, коли південне крило мегантиклінорія Гірського Криму було занурено під рівень Чорного моря. Домінуючими породами в ескьординському фліші є аргіліти — темно-сірі, злегка коричневаті або зеленуваті, іноді майже чорні, досить слабо метаморфізовані. Алевроліти відіграють підпорядковану за потужністю роль, утворюючи прошарки завтовшки від кількох сантиметрів до 1 метра, нерівномірно розподілені серед глинистих порід.
На ділянці приморського схилу між мисами Агірський (Баштовий) та Ай-Фока південнобережний меланж складається з глиб кластолітів тріас-нижнеюрського віку, складених перем'ятими шарами пісковиків, аргілітів та алевролітів. У матриксі та на поверхні кластолітів розвинені дрібні щітки гідротермального кварцу, гірського кришталю, а також алуштит, цеоліти та інші мінерали з температурою утворення 200—240 °C..
Мис має яскраво виражений зсувний рельєф, зумовлений характерними для зсувного рельєфу південного схилу гори Хади-Бурун формами: зсувними цирками (зсувними уступами), зсувними блоками (деляпсій) та зсувними терасами, висунутими в бік моря.
Партизанський зсув виявлено в 1960-х роках і відноситься до другого за величиною зсуву в Капсихорській бухті після Генуезького, має фронтальну форму. Довжина Партизанського зсуву вздовж моря становить 600—700 метрів, середня потужність зсувних відкладів 30-40 метрів. Партизанським зсувом сформована зсувна система, де поряд із зсувами-потоками різних порядків змішуються величезних розмірів зсуви-блоки порід таврійського флішу (T3-J1).

## Галерея

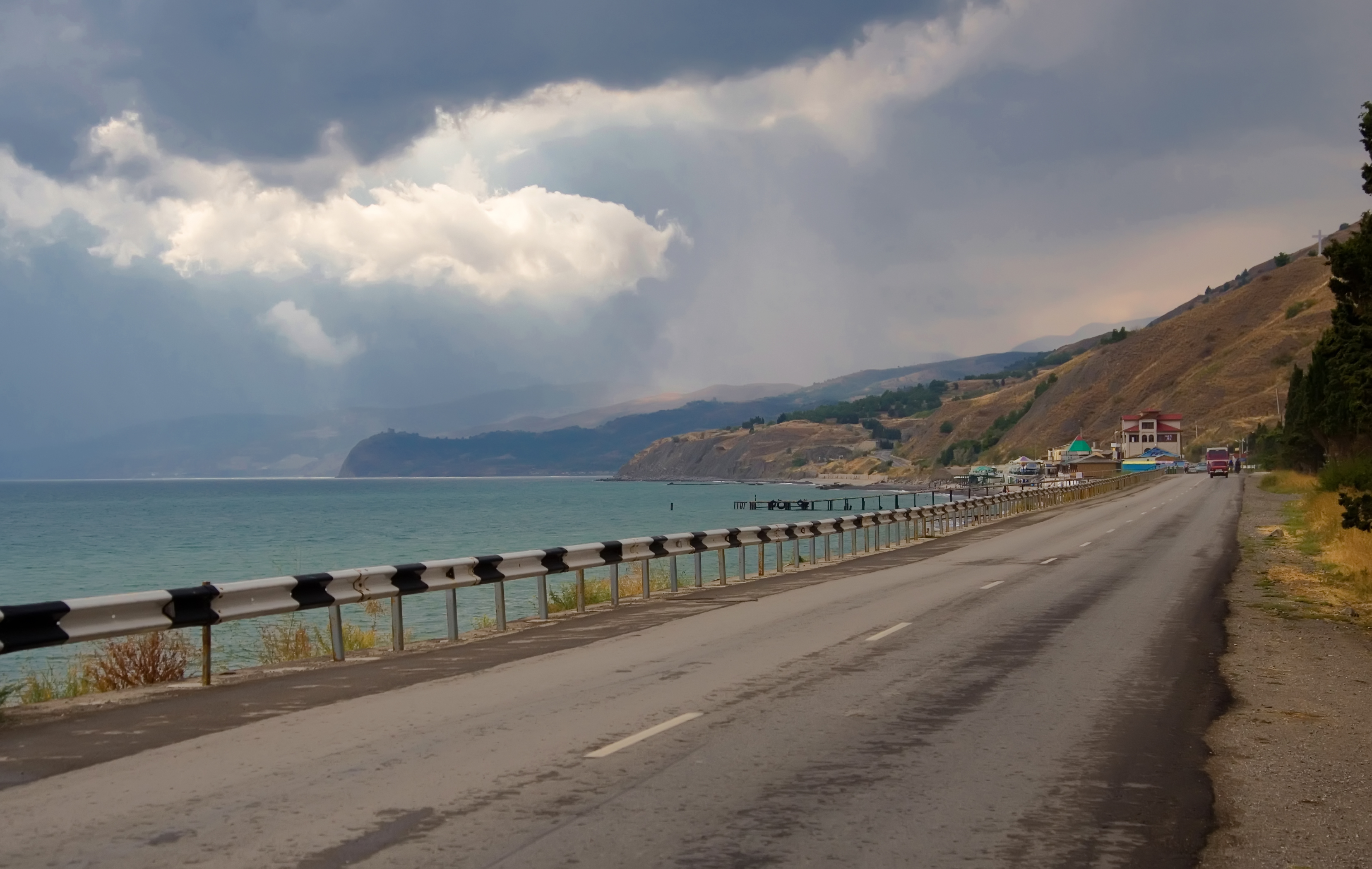
Партизанський мис з боку автодороги Судак — Алушта
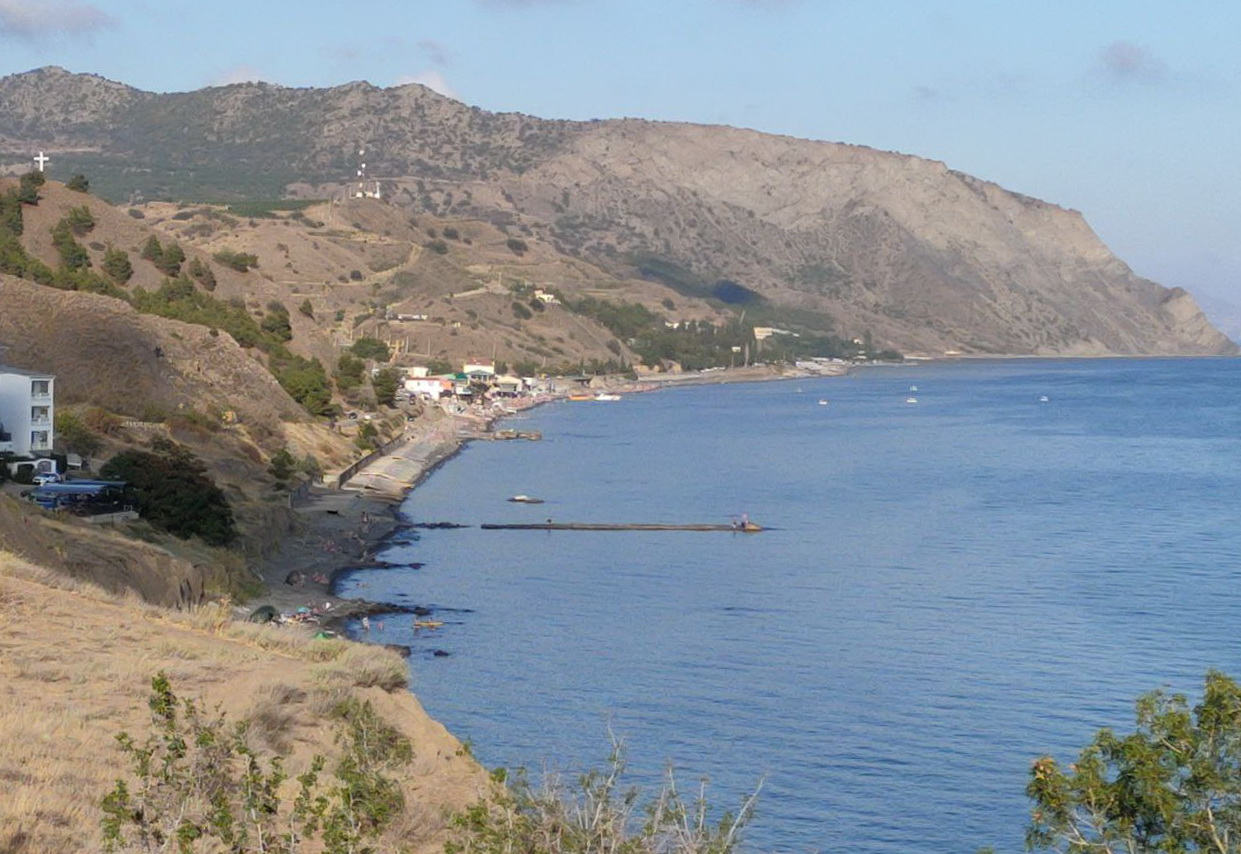
Капсихорська бухта, село Морське та мис Ай-Фока з боку Партизанського мису
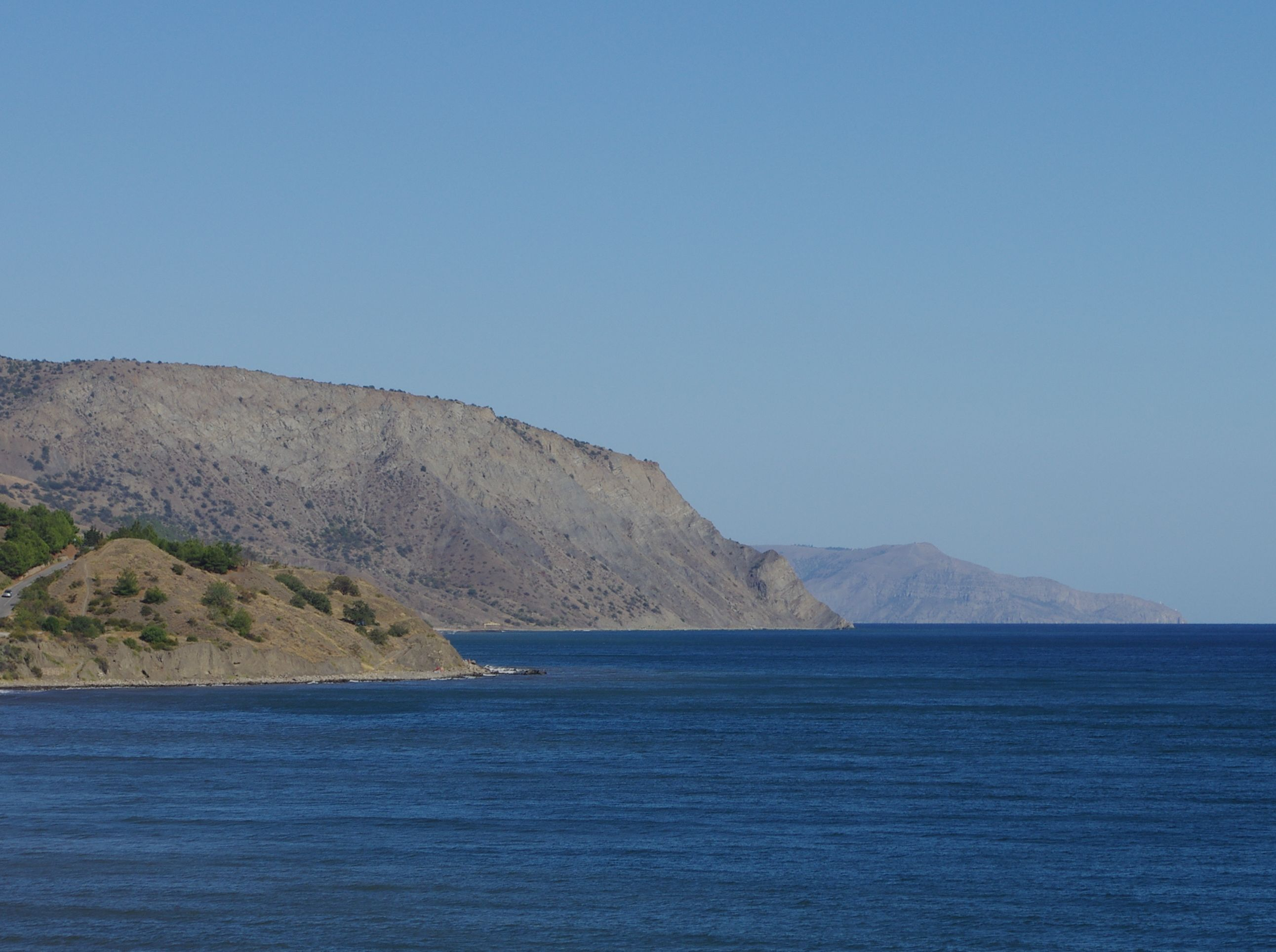
Миси Партизанський, Ай-Фока, Алчак
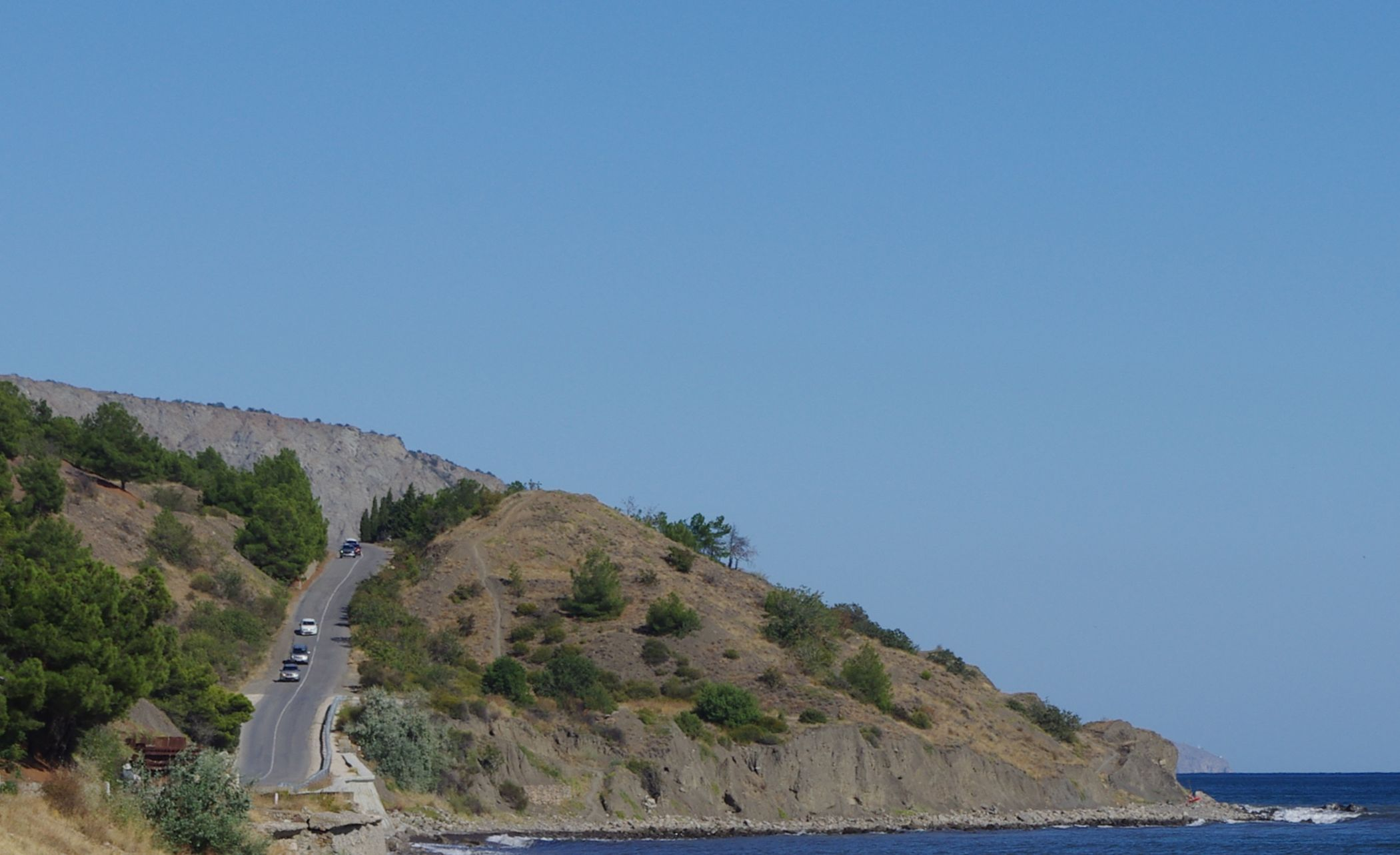
Партизанський мис з боку автодороги Судак — Алушта